# پیوتر اسکژنتسکی
پیوتر اسکژنتسکی (لهستانی: Piotr Skrzynecki؛ ۱۲ سپتامبر ۱۹۳۰ – ۲۷ آوریل ۱۹۹۷) یک نویسنده، کارگردان و طراح رقص اهل لهستان بود.
شهرت او به واسطهٔ بنیان‌نهادن کابارهٔ ادبی پیونیتسا پد بارانامی و درگیری‌هاش با آن بود.